# شبکه دیجیتالی خدمات یکپارچه

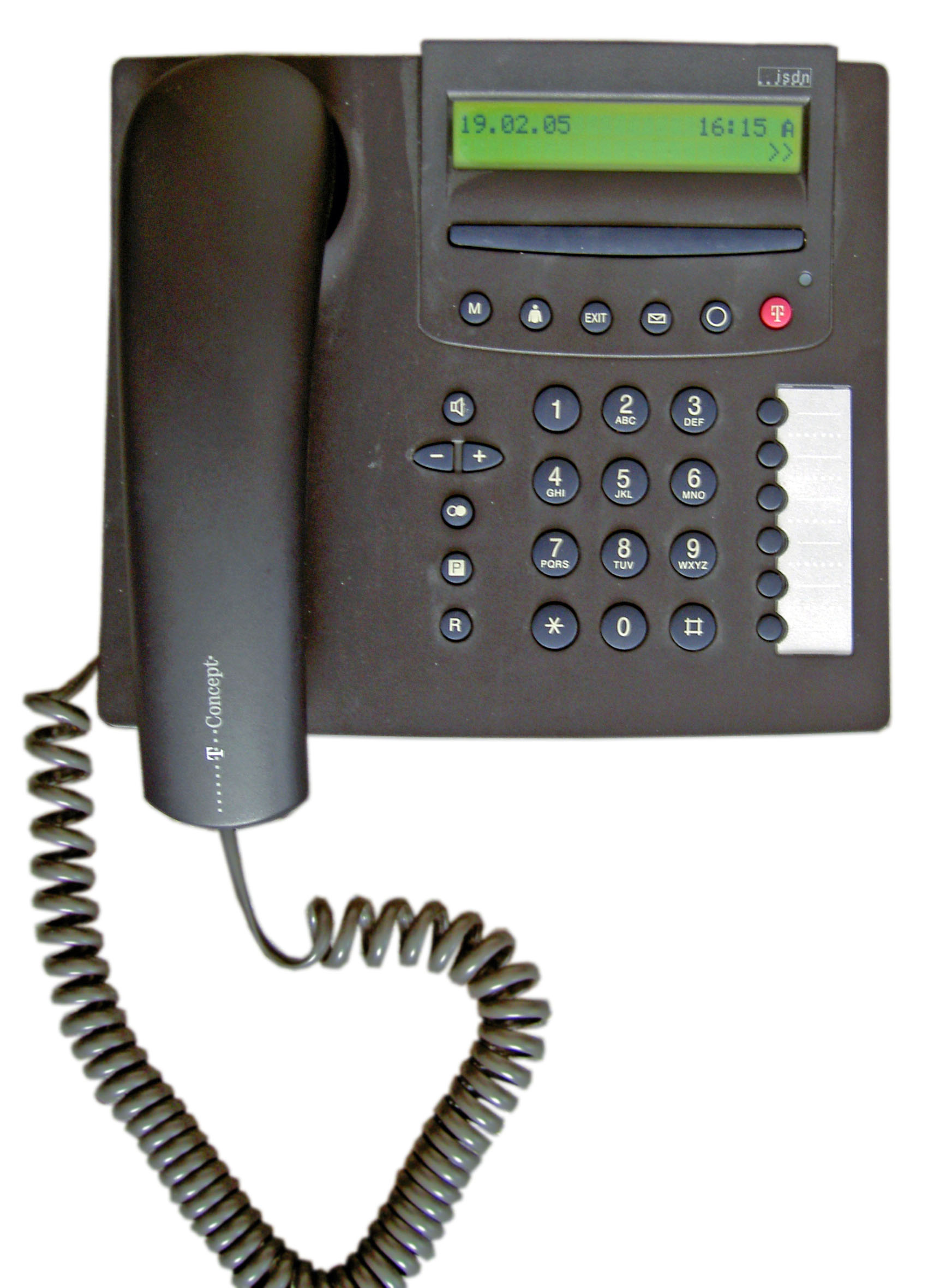
یک تلفن دیجیتال تحت شبکه دیجیتالی خدمات یکپارچه

شبکه دیجیتالی خدمات یکپارچه گروهی از استانداردهای ارتباطی برای تراگسیل همزمان دیجیتال صدا، تصویر، داده، و دیگر خدمات شبکه با استفاده از مدارهای سنتی شبکه تلفن عمومی است. این سامانه، نخستین‌بار در کتاب سرخ بخش استانداردسازی مخابرات اتحادیه بین‌المللی مخابرات در سال ۱۹۸۸ (میلادی) تعریف شد. پیش از سامانه شبکه دیجیتالی خدمات یکپارچه، از سامانه‌های تلفنی به عنوان راهی برای تراگسیل صدا و با برخی خدمات ویژه برای تراگسیل داده استفاده می‌شود. ویژگی اصلی شبکه دیجیتالی خدمات یکپارچه، ادغام همزمان صدا و داده در یک خط مخابراتی است که در سامانه‌های مخابراتی قدیمی وجود نداشت. استاندارهای شبکه دیجیتالی خدمات یکپارچه، رابط‌های دسترسی گوناگونی مانند رابط نرخ پایه، رابط نرخ اولیه، شبکه دیجیتال خدمات یکپارچه پهن‌باند، و شبکه دیجیتال خدمات یکپارچه پهن‌باند محدود را تعریف می‌کند.
شبکه دیجیتالی خدمات یکپارچه، یک سامانه مدارگزینی شبکه تلفن است که امکان راه‌گزینی بسته کوچک را فراهم می‌کند و طراحی شده تا تراگسیل دیجیتال صدا و داده را با سیم‌های تلفن معمولی فراهم کند. در نتیجه این طراحی دیجیتال، صدا، احتملا کیفیت بهتری از تلفن آنالوگ خواهد داشت. شبکه دیجیتالی خدمات یکپارچه، ارتباط مدارگزینی (برای صدا و داده) را تا ۶۴ کیلوبیت بر ثانیه فراهم می‌کند. در برخی کشورها شبکه دیجیتالی خدمات یکپارچه، بازار خوبی برای دسترسی به اینترنت ایجاد کرده که پهنای باند با حداکثر ۱۲۸ کیلوبیت بر ثانیه پهنای باند را در هر دو سوی بالادست و پایین‌دست فراهم می‌کند. تراکم پیوند می‌تواند با نرخ داده بالاتر از طریق پوستن کانال‌های نوع B شبکه دیجیتالی خدمات یکپارچه سه یا چهار رابط نرخ پایه (۶ تا ۸ کانال ۶۴ کیلوبیت بر ثانیه) بدست آید.
شبکه دیجیتالی خدمات یکپارچه به عنوان یک شبکه، وسیله تراگسیل داده، و لایه فیزیکی در پروتکل ارتباطی Q.931 بکار می‌رود. استفاده شبکه دیجیتالی خدمات یکپارچه، معمولا محدود به پروتکل Q.931 و پروتکل‌های مرتبط با آن می‌شود که گروهی از پروتکل‌های تراگسیل هستند که ارتباط مدارگزینی را برقرار و قطع می‌کنند و ویژگی‌های تماس را برای کاربر، بهبود می‌بخشند.
در ویدئوکنفرانس، شبکه دیجیتالی خدمات یکپارچه، امکان تراگسیل همزمان صدا، تصویر، و پیام نوشتاری را بین دو طرف، فراهم می‌کند.